# Qebi
Qebi, Qebik lub Qibik – wieś położona w północnej części Albanii w gminie Blerim. Wieś znajduje się 100 kilometrów od stolicy państwa, Tirany.

## Demografia
Według spisu ludności z 1989 roku we wsi Qebi mieszkało 434 mieszkańców.